# Lakhol Khol
Lakhon Khol (tiếng Khmer: ល្ខោនខោល; phát âm tiếng Khmer: [lkʰaon kʰaol], phát âm tiếng Việt La-khôn Khôil hay còn gọi Vũ kịch mặt nạ Khol) là thể loại kịch múa được ra đời từ rất lâu tại Campuchia biểu diễn lại tình tiết trong sử thi Ramayana của Ấn Độ. Vũ kịch này là mẹ đẻ của Khon ở Thái và Phra Lak Phra Ram ở Lào.
Vũ kịch mặt nạ này chỉ cho phép nam giới biểu diễn cho dù đó là vai nữ thì nam giới phải hóa trang thành nữ. Câu chuyện được dẫn dắt bằng những câu nói và lời hát của người kể chuyện trên nền nhạc Pingpeat truyền thống. Một biến thể tương tự do nữ biểu diễn trong Royal Ballet Reamke Story.

## Lịch sử
Vũ kịch mặt nạ Lakhon Khol là một loại hình nghệ thuật biểu diễn trên sân khấu hoàng gia truyền thống của Campuchia. Cốt truyện chủ yếu từ sử thi Ramayana của Ấn Độ được người Angkor chuyển thể thành sứ thi mang tên Riêm kê bằng hình thức múa và hát trên nền nhạc cụ Pin Peatt.
Cùng với Lakhol Khol nhiều thể loại kịch hát được phát triển như Lakhon Sbeak Thom (tiếng Khmer: ល្ខោនស្បែកធំ, phát âm tiếng Việt: La-khun Sà-bẹt Thum). Có nguồn gốc từ rối bóng của người Java
Vũ kịch Lakhon Khol từng được Henri Mouhot thu hình lại tại một bữa tối nhà hàng với buổi biểu diễn khiêu vũ trong Cung điện Hoàng gia ở thành phố Oudong phục vụ cho vua Ang Duong vào năm 1856. Cho đến thời vua Sisowath, vũ điệu hoàng gia này thường xuyên được biểu diễn cho các nhà ngoại giao hoặc nhà nhân chủng học Pháp để giải trí như George Groslier một nghệ sĩ người Pháp yêu thích văn hóa Khmer và đã biên soạn cuốn nhật ký "Danseuses Cambodgiennes, Anciennes & Modernes" 1913. Lakhol Khol là vũ kịch mặt nạ hoàng gia được biểu diễn ở cung đình của người Khmer. Lakhol Khol bắt nguồn từ sử thi Ramayana của Ấn Độ và được người Khmer chuyển thể thành kịch múa kèm hát dưới tiếng nhạc cụ Ping Peat với những nội dung gắn liền với tự nhiên, tầng lớp xã hội, tôn giáo Bà la môn, tôn giáo nguyên thủy của Ấn Độ, đạo Hindu. Nhiều câu chuyện liên quan khác cũng được lồng ghép vào vở kịch. Lakhol Khol chính là sự sống của các điệu múa Campuchia theo George Coedes (La dance du Cambodge) năm 1944.
Dưới thời đế quốc Khmer Lakhol Khol đã được du nhập vào Thái Lan và Lào. Trong triều đại của vua Jayavarman VIII, quân đội Xiêm tiến về phía tây hình thành ra Vương quốc Sukhothai, Campuchia gần như mất đi di sản văn hóa của họ sau những thất bại trước quân đội Xiêm. Dưới triều đại của vua Ang Duong giữa thế kỷ 19, Lakhol Khol vẫn được lưu truyền mặc dù Campuchia chịu ảnh hưởng của quân đội Xiêm. Người Xiêm lúc đó đã tiếp thu được hầu hết các loại hình nghệ thuật của người Khmer. Khi bị thực dân Pháp xâm lược vào năm 1863 thì đoàn nghệ thuật múa hoàng gia vẫn có các tiết mục biểu diễn lại vũ kịch truyền thống Lakhol Khol.
Lakhon Khol xuất hiện trở lại một lần nữa vào thế kỷ 20 dưới thời vua Sisowath và tiếp nối là vua Norodom Sihanouk vào năm 1948. Sau khi Chiến tranh Thế giới thứ hai kết thúc vua Norodom Sihanouk đến thăm nhà hát kịch múa tại chùa Svay Andet tại Kandal, nơi biểu diễn sân khấu kịch cùng các lễ hội cầu mưa và hòa bình của cư dân tại nơi đó hàng năm. Chuyến thăm nhà hát múa mặt nạ tại chùa Svay Andet của Norodom Sihanouk được xuất bản vào năm 1948 trên tạp chí Kampuchea Soriya của Tep Pitur Chhem Krassem. Tạp chí Kampuchea Soriya (ngày 3 tháng 3 năm 1948) ấn bản thứ 3 được xuất bản vào tháng 3 năm 1948 có tiêu đề The Lakhon Khol Wat Svay Andet.
Lakhol Khol từng bị cấm đoán hoàn toàn và gần như bị biến mất hoàn toàn vào thời đại Pol Pot (Khmer Đỏ). Sau khi thống nhất đất nước loại hình này đã được phục hồi và phát triển nhưng chưa mạnh mẽ như thời hoàng kim của vũ kịch này ở Campuchia vì không còn các nghệ nhân giỏi để truyền dạy.
Một vở diễn Ream Ker bao gồm người kể chuyện, những người đóng vai các nhân vật vai trò quan trọng trong câu chuyện và những nghệ sĩ biểu diễn nhạc cụ Pieng Peatt. Nhà hát kịch nổi tiếng vào thời Lon Nol, và sau đó trở thành tác phẩm yêu thích của vua Sihanouk. Bấy giờ có 8 đoàn kịch được đào tạo chuyên nghiệp những sau đó bị cấm đoán bởi chiển tranh, bây giờ chỉ còn một đoàn múa chuyên nghiệp ở chùa Svay Andet, cách thủ đô Phnom Penh 15 km. Trong chiến tranh với tình yêu thương nghệ thuật mãnh liệt 2 đoàn múa mới đã được thành lập bao gồm các đoàn Kampong Thom và các đoàn Nhà hát Quốc gia từ Cục Mỹ thuật và Bộ Văn hóa và Mỹ thuật Campuchia. Hiện tại vũ kịch Lakhol Khol cũng nằm trong lịch trình học tập tại trường Đại học Mỹ thuật Campuchia. Campuchia đề nghị UNESCO công nhận Lakhon Khol là Di sản văn hóa phi vật thể cần được bảo vệ khẩn cấp vào ngày 31 tháng 3 năm 2017.
Ngày 28 tháng 11 năm 2018, Lakhol Khol Wat Svay Andet đã được UNESCO đưa vào Danh sách Di sản văn hóa phi vật thể.